# 양정고등학교 육상단 (1921년)
양정고등학교 육상단(培材高等學校陸上團)은 대한민국 서울특별시에 있었던 육상 선수단이다. 양정고등학교가 운영했던 U-18 육상단이며, 1921년에 창단되었고 1973년 이후에 해단되었다. 1921년에 4월 20일에 체육 교사로 부임한 미네기시가 육상은 모든 운동의 기본이라 강조하며 창단하였다. 1932년 하계 올림픽 육상 남자 마라톤에서 6위에 오른 김은배, 1936년 하계 올림픽 육상 남자 마라톤에서 금메달을 수상한 손기정과 동메달을 우승한 남승룡, 그리고 1950년 보스턴 마라톤에서 우승한 함기용, 1956년 하계 올림픽 육상 남자 마라톤에서 4위에 오르고 1958년 아시안 게임 육상 남자 마라톤에서 금메달을 수상한 이창훈을 육성한 육상단이다.

## 시즌별 성적
| 시즌 | 대회                                 | 종목            | 선수                        | 기록      | 순위   | 비고 |
| ---- | ------------------------------------ | --------------- | --------------------------- | --------- | ------ | ---- |
| 1923 | 전조선중등학교육상경기대회           | 남자 100yd      | 심인준                      | 불명      | 불명   |      |
| 1923 | 전조선중등학교육상경기대회           | 남자 100yd      | 이종원                      | 불명      | 불명   |      |
| 1923 | 전조선중등학교육상경기대회           | 남자 220yd      | 박준영                      | 29.0      | 1위    |      |
| 1923 | 전조선중등학교육상경기대회           | 남자 440yd      | 최용렬                      | 1:08      | 2위    |      |
| 1923 | 전조선중등학교육상경기대회           | 남자 440yd      | 차보영                      | 1:12      | 3위    |      |
| 1923 | 전조선중등학교육상경기대회           | 남자 880yd      | 박윤창                      | 2:37      | 3위    |      |
| 1923 | 전조선중등학교육상경기대회           | 남자 0.5mi 계주 | 이종원 등                   | 1:56      | 2위    |      |
| 1923 | 전조선중등학교육상경기대회           | 남자 높이뛰기   | 권진충                      | 4척 8치   | 3위    |      |
| 1923 | 전조선중등학교육상경기대회           | 남자 멀리뛰기   | 김연창                      | 17척 7푼  | 1위    |      |
| 1923 | 전조선중등학교육상경기대회           | 남자 멀리뛰기   | 권진충                      | 17척      | 2위    |      |
| 1923 | 전조선중등학교육상경기대회           | 종합 순위       | 종합 순위                   | 23점      | 2위    |      |
| 1924 | 전국체육대회 육상 청년부             | 남자 100m       | 박준영                      | 불명      | 불명   |      |
| 1924 | 전국체육대회 육상 청년부             | 남자 100m       | 이관승                      | 불명      | 불명   |      |
| 1924 | 전국체육대회 육상 청년부             | 남자 100m       | 이종윤                      | 12.4      | 준우승 |      |
| 1924 | 전국체육대회 육상 청년부             | 남자 100m       | 임대길                      | 불명      | 불명   |      |
| 1924 | 전국체육대회 육상 청년부             | 남자 200m       | 이인태                      | 불명      | 불명   |      |
| 1924 | 전국체육대회 육상 청년부             | 남자 200m       | 임대길                      | 불명      | 불명   |      |
| 1924 | 전국체육대회 육상 청년부             | 남자 400m       | 이인태                      | 불명      | 불명   |      |
| 1924 | 전국체육대회 육상 청년부             | 남자 400m       | 최종렬                      | 불명      | 불명   |      |
| 1924 | 전국체육대회 육상 청년부             | 남자 800m       | 김명손                      | 불명      | 불명   |      |
| 1924 | 전국체육대회 육상 청년부             | 남자 800m       | 김종칠                      | 불명      | 불명   |      |
| 1924 | 전국체육대회 육상 청년부             | 남자 800m       | 박효달                      | 불명      | 불명   |      |
| 1924 | 전국체육대회 육상 청년부             | 남자 1500m      | 김홍순                      | 불명      | 불명   |      |
| 1924 | 전국체육대회 육상 청년부             | 남자 1500m      | 김홍필                      | 불명      | 불명   |      |
| 1924 | 전국체육대회 육상 청년부             | 남자 1500m      | 성원성                      | 불명      | 불명   |      |
| 1924 | 전국체육대회 육상 청년부             | 남자 1500m      | 이성실                      | 불명      | 불명   |      |
| 1924 | 전국체육대회 육상 청년부             | 남자 1500m      | 최경락                      | 4:50.0    | 3위    |      |
| 1924 | 전국체육대회 육상 청년부             | 남자 5000m      | 곽병준                      | 불명      | 3위    |      |
| 1924 | 전국체육대회 육상 청년부             | 남자 5000m      | 김희천                      | 17:43.8   | 우승   |      |
| 1924 | 전국체육대회 육상 청년부             | 남자 200m 허들  | 이인태                      | 불명      | 불명   |      |
| 1924 | 전국체육대회 육상 청년부             | 남자 200m 허들  | 홍두표                      | 불명      | 불명   |      |
| 1924 | 전국체육대회 육상 청년부             | 남자 800m 계주  | 엄경섭 유준만 최종렬 임대길 | 불명      | 3위    |      |
| 1924 | 전국체육대회 육상 청년부             | 남자 1500m 계주 | 불명                        | 4:09.6    | 우승   |      |
| 1924 | 전국체육대회 육상 청년부             | 남자 마라톤     | 김희천                      | 불명      | 9위    |      |
| 1924 | 전국체육대회 육상 청년부             | 남자 마라톤     | 양승환                      | 불명      | 10위   |      |
| 1924 | 전국체육대회 육상 청년부             | 남자 마라톤     | 이성실                      | 불명      | 8위    |      |
| 1924 | 전국체육대회 육상 청년부             | 남자 마라톤     | 최경락                      | 1:33:18   | 준우승 |      |
| 1924 | 전국체육대회 육상 청년부             | 남자 마라톤     | 최병기                      | 불명      | 4위    |      |
| 1924 | 전국체육대회 육상 청년부             | 남자 세단뛰기   | 김동우                      | 10.67m    | 3위    |      |
| 1924 | 전국체육대회 육상 청년부             | 남자 높이뛰기   | 유석남                      | 불명      | 불명   |      |
| 1924 | 전국체육대회 육상 청년부             | 남자 포환던지기 | 유석남                      | 불명      | 불명   |      |
| 1924 | 전국체육대회 육상 청년부             | 남자 포환던지기 | 유준만                      | 불명      | 준우승 |      |
| 1924 | 전국체육대회 육상 청년부             | 남자 원반던지기 | 김동우                      | 불명      | 준우승 |      |
| 1924 | 전국체육대회 육상 청년부             | 남자 원반던지기 | 유석남                      | 24.78m    | 우승   |      |
| 1924 | 전국체육대회 육상 청년부             | 남자 원반던지기 | 유준만                      | 불명      | 3위    |      |
| 1924 | 전국체육대회 육상 청년부             | 남자 창던지기   | 유준만                      | 33.64m    | 우승   |      |
| 1924 | 전국체육대회 육상 청년부             | 남자 창던지기   | 이종원                      | 불명      | 준우승 |      |
| 1924 | 전조선중등학교육상경기대회           | 남자 100m       | 박준영                      | 불명      | 3위    |      |
| 1924 | 전조선중등학교육상경기대회           | 남자 100m       | 이종원                      | 12        | 1위    |      |
| 1924 | 전조선중등학교육상경기대회           | 남자 200m       | 박준영                      | 26.4      | 2위    |      |
| 1924 | 전조선중등학교육상경기대회           | 남자 200m       | 이종원                      | 26.2      | 1위    |      |
| 1924 | 전조선중등학교육상경기대회           | 남자 400m       | 박효달                      | 3:24      | 2위    |      |
| 1924 | 전조선중등학교육상경기대회           | 남자 400m       | 양승환                      | 2:31      | 1위    |      |
| 1924 | 전조선중등학교육상경기대회           | 남자 800m       | 이인태                      | 불명      | 불명   |      |
| 1924 | 전조선중등학교육상경기대회           | 남자 1500m      | 최경략                      | 불명      | 3위    |      |
| 1924 | 전조선중등학교육상경기대회           | 남자 1500m      | 홍승환                      | 5:14.3    | 2위    |      |
| 1924 | 전조선중등학교육상경기대회           | 남자 800m 계주  | 불명                        | 1:50.4    | 1위    |      |
| 1924 | 전조선중등학교육상경기대회           | 남자 1600m 계주 | 불명                        | 3:20.4    | 2위    |      |
| 1924 | 전조선중등학교육상경기대회           | 남자 마라톤     | 강찬격                      | 43:04.2   | 1위    |      |
| 1924 | 전조선중등학교육상경기대회           | 남자 마라톤     | 최경락                      | 43:05.1   | 2위    |      |
| 1924 | 전조선중등학교육상경기대회           | 남자 높이뛰기   | 김동우                      | 1.535     | 2위    |      |
| 1924 | 전조선중등학교육상경기대회           | 남자 멀리뛰기   | 박윤창                      | 5.49      | 2위    |      |
| 1924 | 전조선중등학교육상경기대회           | 남자 포환던지기 | 유석남                      | 불명      | 불명   |      |
| 1924 | 전조선중등학교육상경기대회           | 남자 포환던지기 | 유준만                      | 9.65      | 3위    |      |
| 1924 | 전조선중등학교육상경기대회           | 남자 원반던지기 | 함용화                      | 28.23     | 3위    |      |
| 1924 | 전조선중등학교육상경기대회           | 남자 창던지기   | 유준만                      | 35.03     | 3위    |      |
| 1924 | 전조선중등학교육상경기대회           | 남자 창던지기   | 이종원                      | 40.78     | 1위    |      |
| 1924 | 전조선중등학교육상경기대회           | 종합 순위       | 종합 순위                   | 46점      | 1위    |      |
| 1925 | 전조선중등학교육상경기대회           | 남자 100m       | 김장률                      | 불명      | 불명   |      |
| 1925 | 전조선중등학교육상경기대회           | 남자 100m       | 이오남                      | 불명      | 3위    |      |
| 1925 | 전조선중등학교육상경기대회           | 남자 100m       | 임대길                      | 불명      | 불명   |      |
| 1925 | 전조선중등학교육상경기대회           | 남자 400m       | 김룡대                      | 불명      | 불명   |      |
| 1925 | 전조선중등학교육상경기대회           | 남자 400m       | 김장률                      | 1:01.2    | 우승   |      |
| 1925 | 전조선중등학교육상경기대회           | 남자 800m       | 신윤범                      | 불명      | 불명   |      |
| 1925 | 전조선중등학교육상경기대회           | 남자 800m       | 이성실                      | 불명      | 3위    |      |
| 1925 | 전조선중등학교육상경기대회           | 남자 1500m      | 강찬격                      | 5:05.2    | 우승   |      |
| 1925 | 전조선중등학교육상경기대회           | 남자 1500m      | 이성종                      | 불명      | 불명   |      |
| 1925 | 전조선중등학교육상경기대회           | 남자 1500m      | 최경락                      | 불명      | 불명   |      |
| 1925 | 전조선중등학교육상경기대회           | 남자 800m 계주  | 불명                        | 불명      | 우승   |      |
| 1925 | 전조선중등학교육상경기대회           | 남자 1600m 계주 | 불명                        | 불명      | 3위    |      |
| 1925 | 전조선중등학교육상경기대회           | 남자 마라톤     | 강찬격                      | 44:10.2   | 우승   |      |
| 1925 | 전조선중등학교육상경기대회           | 남자 마라톤     | 정상희                      | 불명      | 불명   |      |
| 1925 | 전조선중등학교육상경기대회           | 남자 마라톤     | 최경락                      | 49:00.0   | 4위    |      |
| 1925 | 전조선중등학교육상경기대회           | 남자 높이뛰기   | 김동우                      | 불명      | 불명   |      |
| 1925 | 전조선중등학교육상경기대회           | 남자 높이뛰기   | 유석규                      | 1.5       | 우승   |      |
| 1925 | 전조선중등학교육상경기대회           | 종합 순위       | 종합 순위                   | 27점      | 준우승 |      |
| 1925 | 전조선중등이상학교인천경성간역전경주 | 남자 역전       | 강찬격 등                   | 2:36:37.1 | 우승   |      |

## 수상 기록
| 시즌 | 대회                                 | 수상   |
| ---- | ------------------------------------ | ------ |
| 1923 | 전조선중등학교육상경기대회           | 준우승 |
| 1924 | 전조선중등학교육상경기대회           | 우승   |
| 1925 | 전조선중등학교육상경기대회           | 준우승 |
| 1925 | 전조선중등이상학교인천경성간역전경주 | 우승   |

## 참고 문헌
- “스포츠지원포털 등록 현황”. 대한체육회.
- “대한체육회 국내종합경기대회”. 대한체육회.
- 《대한체육회 50년》. 대한체육회. 1970. 2020년 11월 8일에 원본 문서에서 보존된 문서. 2022년 11월 5일에 확인함.
- 《대한체육회 70년사》. 대한체육회. 1990. 2020년 11월 8일에 원본 문서에서 보존된 문서. 2022년 11월 5일에 확인함.
- 《대한체육회 90년사》. 대한체육회. 2011. 2020년 11월 8일에 원본 문서에서 보존된 문서. 2022년 11월 5일에 확인함.
- 대한체육회 100주년 기념사업부 (2020). 《대한민국 체육 100년》. 대한체육회.

## 같이 보기
- 양정고등학교 (서울)
- 양정고등학교 육상단
- 양정고등학교 축구단
- 양정고등보통학교 야구단
- 양정고등보통학교 정구단